# 幸福剛剛好
《幸福剛剛好》是一部美国音乐剧情片，由歌手希雅执导。该片由希雅和童书作家达拉斯·克莱顿共同创作，由凯特·哈德森、麦迪·齐格勒和小莱斯利·奥多姆主演。 
《幸福剛剛好》2021年1月14日由StudioCanal在澳大利亚上映，2021年2月12日由IMAX在美国上映，3月12日在台湾上映。该片在影评人当中普遍受到负面评价，也因其对自闭症的表现而引发争议。尽管如此，该片还是在第78届金球奖上因凯特·哈德森的表演而入围金球奖最佳戏剧类电影女主角和金球奖最佳戏剧类影片。

## 情节
小祖（凯特·哈德森饰）是一个刚从戒毒所出来的毒贩。在祖母去世后，她发现自己成为患有自闭症、同父异母妹妹小悦（梅狄·齐格勒饰）的唯一监护人。小祖勉勉强强地担负这一新的责任，但很快她遇到了一名叫作埃博（小莱斯利·奥多姆饰）的邻居；他帮助小祖照顾好妹妹。奇幻的音乐片段发生在主人公的内心，展现了她对世界的看法。

## 演員
- 凯特·哈德森饰演小祖
- 梅狄·齊格勒饰演小悅
- 小莱斯利·奥多姆饰演埃博
- 赫克托·埃利桑多飾演乔治
- 梅莉·凱伊·普雷斯饰演米莉[13]
- 布蘭登·蘇·胡饰演坦纳[14]
- 泰格·諾塔洛飾演电视节目主持人
- 贝托·卡尔维洛饰菲力克斯[15] [16]
- 本·施瓦茨[4]
- 朱丽叶特·刘易斯
- 凯茜·纳基麦[17]
- 亨利·罗林斯
- 帕维什·齐纳 [5]

## 背景与发展
希雅在2015年威尼斯电影节上宣布了這一电影项目，並稱電影將由麦迪·齐格勒主演。麦迪·齐格勒曾出演过希雅与Daniel Askill共同执导的一系列音乐录影带，她曾在希雅的许多现场表演中跳舞。在2014年创作了《Chandelier》的MV后，希雅认为自己「很擅长」做导演，「觉得自己更勇敢了」。影片的剧本是由希雅和童书作家达拉斯·克莱顿根据她在2007年写的一个单页故事共同创作的。希雅很享受这个创作过程，并指出导演和写歌之间有相似之处。
这个项目原本是作为一部非音乐电影来构思的，后来被写成了音乐剧，由希雅演唱歌曲，希雅经常合作的Ryan Heffington进行编舞。该片最初的名称为《妹妹（Sister）》，后来改名为《幸福剛剛好（Music）》。凯特·哈德森和小莱斯利·奥多姆加盟齐格勒担任联合主演。该片于2017年中拍摄。当时，齐格勒只有14岁。

## 發行
希雅在2019年表示该电影定于当年10月发行。11月，電影預告片公開，預告片中宣布電影將在2021年初發行。IMAX宣布電影2021年2月限量上映。 
汉韦影业负责全球销售、发行和营销。《幸福剛剛好》定于2021年1月14日由StudioCanal在澳大利亚上映，2021年2月在美国、英国、俄罗斯、德国和奥地利上映。3月12日在台湾上映。该片将于2021年3月以DVD和蓝光格式发行。

## 原声带
希雅为《幸福剛剛好》创作了10首原创歌曲。片中歌曲的表演由三位主要演员（哈德森、小奥多姆和齐格勒）共同完成。
部分歌曲收录在希雅的第九张录音室专辑《Music - Songs from and Inspired by the Motion Picture》中，该专辑于2021年2月由Monkey Puzzle和大西洋唱片与电影同步发行。专辑中还收录了受电影启发而写下的几首歌曲。希雅于2020年5月20日发布了电影最后一幕所用的歌曲《Together》，作为原声带和专辑中的主打单曲。2020年9月24日发布了第二首单曲《Courage to Change》，也就是电影片尾字幕上使用的歌曲。
哈德森演唱歌曲《1+1》的片段在2020年12月6日的MTV影视大奖上独家播出。2021年1月26日，同样由哈德森演唱的《Music》与电影场景组成的影片播出。2021年2月2日，由电影中的小莱斯利·奥多姆演唱的《Beautiful Things Can Happen》发布。

### 曲目列表
| Music – Songs from and Inspired by the Motion Picture track listing | Music – Songs from and Inspired by the Motion Picture track listing | Music – Songs from and Inspired by the Motion Picture track listing | Music – Songs from and Inspired by the Motion Picture track listing | Music – Songs from and Inspired by the Motion Picture track listing |
| 曲序                                                                | 曲目                                                                | 词曲                                                                | 制作人                                                              | 时长                                                                |
| ------------------------------------------------------------------- | ------------------------------------------------------------------- | ------------------------------------------------------------------- | ------------------------------------------------------------------- | ------------------------------------------------------------------- |
| 1.                                                                  | Together                                                            | 希雅·富勒 杰克·安东诺夫                                             | 安东诺夫 傑斯·夏特金 [a]                                            | 3:25                                                                |
| 2.                                                                  | Hey Boy                                                             | 富勒 Kamille 傑斯·夏特金                                            | 夏特金                                                              | 2:29                                                                |
| 3.                                                                  | Saved My Life                                                       | 富勒 杜阿·利帕 格萊格·科爾斯汀                                      | 科尔斯汀                                                            | 3:55                                                                |
| 4.                                                                  | Floating Through Space（with 大卫·库塔）                            | 富勒 科尔斯汀                                                       | 大卫·库塔 科尔斯汀 迈克·霍金斯 Toby Green                           | 2:57                                                                |
| 5.                                                                  | Eye to Eye                                                          | 富勒 夏特金                                                         | 夏特金                                                              | 4:19                                                                |
| 6.                                                                  | Music                                                               | 富勒 Christopher Braide                                             | 迷走小子 Oliver Kraus Braide [b]                                    | 4:58                                                                |
| 7.                                                                  | 1+1                                                                 | 富勒 夏特金                                                         | 夏特金                                                              | 2:58                                                                |
| 8.                                                                  | Courage to Change                                                   | 富勒 艾蕾莎·摩儿 科尔斯汀                                           | 科尔斯汀                                                            | 4:52                                                                |
| 9.                                                                  | Play Dumb                                                           | 富勒 安东诺夫                                                       | 富勒 安东诺夫                                                       | 3:03                                                                |
| 10.                                                                 | Beautiful Things Can Happen                                         | 富勒 马特·科比                                                      | 迷走小子 Corby [a]                                                  | 2:50                                                                |
| 11.                                                                 | Lie to Me                                                           | 富勒 夏特金                                                         | 夏特金                                                              | 3:03                                                                |
| 12.                                                                 | Oblivion（featuring 迷走小子）                                      | 富勒 提摩西·麦肯齐                                                  | 迷走小子 Ilya [a]                                                   | 4:14                                                                |
| 13.                                                                 | Miracle                                                             | 富勒 夏特金                                                         | 夏特金                                                              | 3:18                                                                |
| 14.                                                                 | Hey Boy（featuring 伯纳男孩）                                       | 富勒 Kamille 夏特金 Damini Ebunoluwa Ogulu                          | 夏特金                                                              | 3:01                                                                |
| 总时长：                                                            | 总时长：                                                            | 总时长：                                                            | 总时长：                                                            | 49:22                                                               |

## 反响

### 票房
在澳大利亚，《幸福剛剛好》上映首周末的总票房为28.6万美元，首周全周票房为44.6万美元。
在美影片点播发行后，IndieWire报道称，该片“尽管售价为6.99美元，但发行之初观众兴趣不大”。

### 影评
在影评聚合网站爛番茄上，45位影评人中有11%的人给了《幸福剛剛好》好评，平均评分为3.6/10。该网站的影评综述称："对自闭症的描述令人反感——而且基本上在每一个方面都有令人不快的误导——《幸福剛剛好》是一个让人厌烦的副业项目。" 根据Metacritic的说法，该网站根据18位影评人的意见给该片打出了加权平均分23分(满分100分)，该片获得了“普遍不佳的评价”。
《澳大利亚人报》的安德鲁·麦克米伦（Andrew McMillen）写道，《幸福剛剛好》是「对自闭症所有内在辉煌和外在挑战的写照」，并称赞齐格勒对片中人物的刻画，认为她的表演「动人、独特、形象」。 SoPerth的Glennys Marsdon称赞该片是「一部音乐剧而非纪录片」，并表示 「齐格勒的演技应该受到赞扬，哈德森也是如此。」 《悉尼先驱晨报》的杰克·威尔逊批评该片，写道该片「几乎不亚于汤姆·胡伯的《猫》，是一场令人费解的失败之作」，并表示在2020年代，让齐格勒饰演一个自闭症女孩是「不言而喻的问题」。
PerthNow的Lucy Rutherford写道，叙事流程被「被专辑体量的希雅音乐录影带打断，很快就变得乏味」，而且上述序列「并不足以达成对于电影真诚的观点论述」。然而，InDaily的Rachael Mead将音乐插曲描述为「既有视觉上的震撼，又有音乐上的震撼」。《星际观察家》的马克·莫雷利尼写道，影片「看起来很开心」，并称赞齐格勒的表演，称其「真实而富有情感」。《时代周刊》的斯蒂芬·罗素指出，《幸福剛剛好》是 「一部用心良苦，但乱七八糟的幻想神经多元化剧」。《卫报》的卢克·巴克马斯特给了影片2颗星（满分5颗星），并写道，它「缺乏可信度」。他还写道，这实际上是 「两部色调迥异、截然不同的电影」被胡乱拼凑在一起。
根據網際網路電影資料庫總結年度電影排行榜，《幸褔剛剛好》在該網站列出的「2021年最差的61部電影」名單排行第一名，Metacritic則依據媒體綜評加權分數，將本片列名該站「2021年最差的15部電影」第6名。
本片在有著「爛片奧斯卡」之稱的第41屆金酸莓獎中，共奪得最差導演、最差影后、最差女配角獎項。